# لینکلن (رود آیلند)
لینکلن (به انگلیسی: Lincoln) شهر کوچکی در شهرستان پراویدنس در ایالت رود آیلند ایالات متحده آمریکا است.

جمعیت این شهر بر اساس سرشماری ۲۰۱۰ ایالات متحده آمریکا ۲۱٬۱۰۵ بوده‌است. لینکلن در شمال شرقی رود آیلند واقع در شمال پراویدنس واقع شده‌است. لینکلن بخشی از ناحیه آماری شهری پراویدنس و منطقه آماری بزرگ بوستون است.

لینکلن در قرن هفدهم به وجود آمد. پارک ملی لینکلن وودز در داخل شهر قرار دارد. استخراج سنگ آهک از زمان استعمار در روستای لیم راک رخ داده‌است. لینکلن تا سال ۱۸۷۱ بخشی از شهر اسمیتفیلد بود و زمانی که تقسیم شد به افتخار آبراهام لینکلن نامگذاری شد. لینکلن در اواخر قرن نوزدهم میلادی به شهرت مهمی دست یافت و بسیاری از کارخانجات نساجی در امتداد رودخانه بلک استون به وجود آمدند. روستاهای لینکلن شامل منویل، آلبیون، لیمو راک، لنسدیل، فرلون، کوئینویل و سیلسویل است.

در سال ۲۰۰۸ شهر لینکلن رتبه ۶۳ در «بهترین مکان‌های زندگی» از طرف مجله پول بود.

## جغرافیا
با توجه به گزارش اداره آمار ایالات متحده آمریکا شهر لینکلن دارای ۱۸٫۹ مترمربع (۴۹ کیلومترمربع) است.

لینکلن مرکز پارک ملی لینکلن وودز و کازینو تواین ریور است.

## جمعیت شناسی
با توجه به سرشماری سال ۲۰۰۰ شهر دارای ۲۰٬۸۹۸ نفر، ۸٬۲۴۳ خانوار و ۵٬۷۷۸ خانواده می‌باشد. تراکم جمعیت در این شهر ۴۴۲٫۶ نفر در کیلومترمربع است. ۸٬۵۰۸ واحد مسکونی با متوسط تراکم ۴۶۶ در هر مایل مربع (۱۸۰ در هر کیلومترمربع) وجود دارد. آرایش نژادی این شهر ۹۵٫۵۵٪ سفید، ۰٫۸۴٪ آفریقایی آمریکایی، ۰٫۰۸٪ بومی آمریکایی، ۱٫۷۵٪ آسیایی، ۰٫۰۱٪ از جزیره اقیانوس آرام، ۰٫۶۴٪ از نژادهای دیگر بودند.